# 更生中心
更生中心（英語：Rehabilitation Centres）是香港懲教署管理的一種設施，由香港政府的保安局局長經刊登香港憲報而指定。
更生中心是更生中心訓練計劃（或更生計劃）的重要一環，作用是感化和教導年滿14歲但未滿21歲的犯法人士，包括羈押青少年犯，並讓青少年犯在被規定在進修、工作或從事其他獲允許的活動後居住。2007年，懲教事務職員協會副主席羅錦權曾形容，更生中心的犯人就好像「沒有自由的學生」，要接受一套以社區為本的監禁。

## 概況
香港法例《更生中心條例》於2002年7月11日生效，其懲戒程度介於非監禁措施及長期羈留之間。非監禁措施，如感化，並不包括羈留於指定固定地方。長期羈留涉及行動自由。如果14至21歲的青少年犯需要兩者之間的懲戒，則會被法庭判入更生中心。
香港現時共設4間更生中心。

## 運作

### 羈留令
發出羈留令前，法庭可把犯人交付懲教處管理不多於3星期，以評核犯人是否適合羈留，以及更生中心是否有名額。
被判入更生中心之後，視進度不同，羈留期可以為3至9個月之間。而羈留期又分前段羈留期及後段羈留期，前段羈留期為2至5個月，後段羈留期則為1至4個月不等。

#### 前段羈留期（更生計劃第一階段）
女犯人會先入住於的芝蘭更生中心（本來位於石澳道的大潭峽懲教所，後遷至葵涌華泰路的勵敬懲教所），男犯人則會入住於大嶼山石壁水塘道的勵志更生中心。第一階段的內容強調紀律訓練，他們會接受提高自制能力的訓練，及通過半日基本工作技術訓練和半日教學／輔導計劃，培養有規律的生活模式。更生中心也提供社交技巧、工作技能的培訓，例如多媒體操作、辦公室文書工作等。對有需要的犯人，懲教署會提供心理輔導。經評核後，行為有改善的犯人，可轉入後段羈留期。

#### 後段羈留期（更生計劃第二階段）
女犯人會轉入在大欖的蕙蘭更生中心，男犯人則入住位於大窩坪的勵行更生中心。犯人在後段羈留期的處理類似中途宿舍的做法，犯人日間可外出工作，修讀職業訓練和教育課程，並且參與社會服務。

### 監管令
獲釋後，犯法人士在1年內仍要接受懲教署輔導人員的監管。如果違反監管令，懲教署可發出召回令，命令犯人返回更生中心。

### 召回令
任何人不遵從監管令中的任何條件，即可被懲教署發出召回令召回，再扣留最長達3個月。

### 引用
1. ↑  香港法例第567章第3條 （页面存档备份，存于），雙語法例資料系統
2. ↑  更生犯人如沒自由的學生 （页面存档备份，存于），2007年8月18日，明報
3. ↑  《2008年更生中心 (指定) (修訂) 令》，香港特別行政區憲報